# Mit o postanku Mliječnog puta
Prema legendi, Herkul je bio sin smrtnice Alkmene iz Tebe koja je zatrudnjela s Jupiterom (Zeusom). Kad se rodio, ona ga iznese izvan grada i ostavi ga da umre jer se bojala osvete Jupiterove žene Junone (Here). Ali Minerva (Atena), boginja mudrosti i Herkulova zaštitnica, dosjetila se ne samo da mu spasi život nego i da mu pruži besmrtnost. Kao slučajno dovede Junonu do mjesta gdje je ležalo dijete i nagovori je da mu se smiluje i podoji ga. Herkul uze sisati tako pohlepno da Junonino besmrtno mlijeko brižnu preko nebesa, gdje postade Mliječni put. Odande kamo je na zemlju pala koja kaplja nikoše ljiljani. 